# Sternotherus carinatus
Sternotherus carinatus là một loài rùa trong họ Kinosternidae. Loài này được Gray mô tả khoa học đầu tiên năm 1856.
Đây là loài bản địa miền Nam Hoa Kỳ. Không có phân loài nào được công nhận là hợp lệ. 

## Phạm vi phân bố
S. carinatus được tìm thấy ở các bang Alabama, Arkansas, Louisiana, Mississippi, Oklahoma và Texas và Florida.

## Hình ảnh

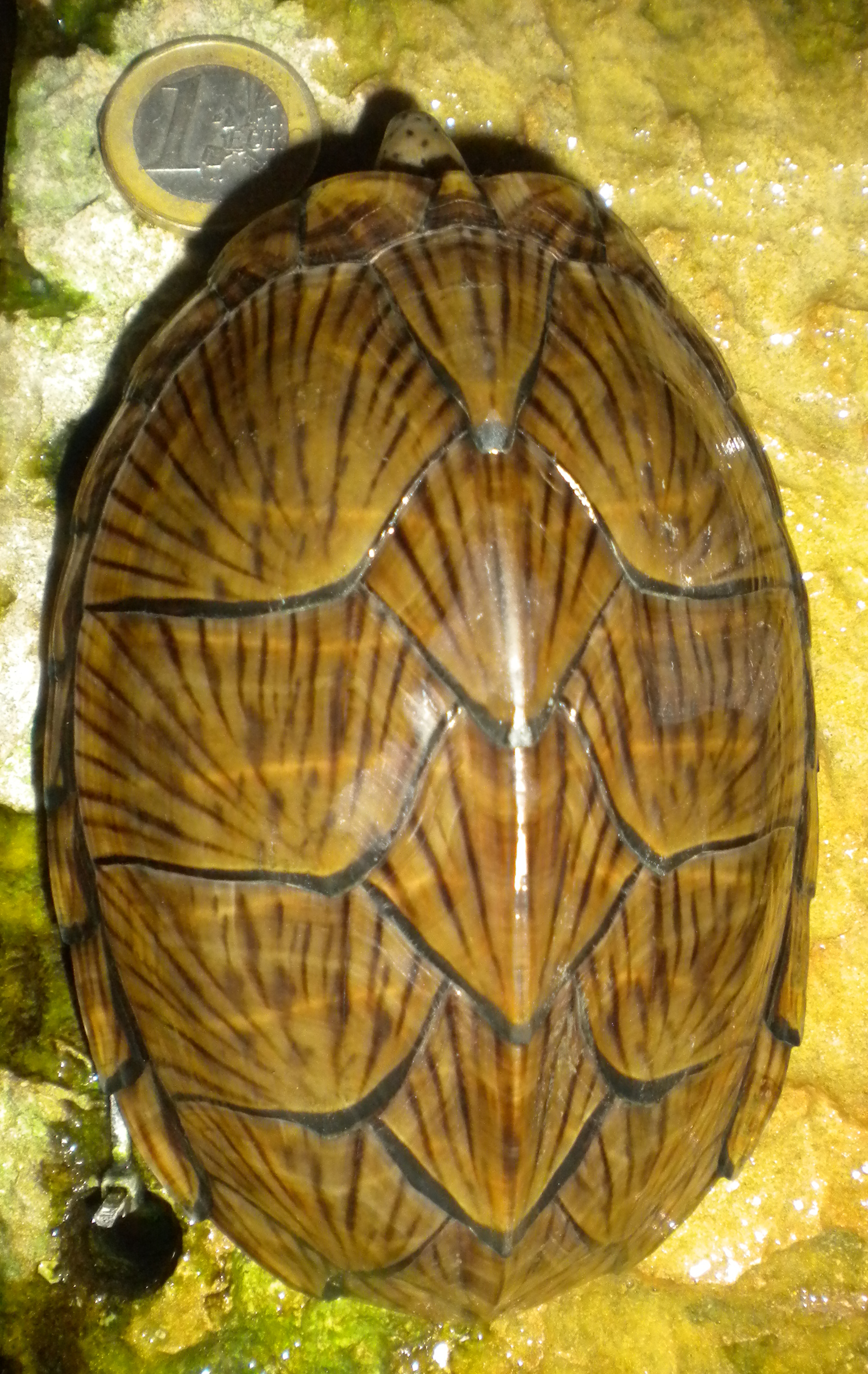
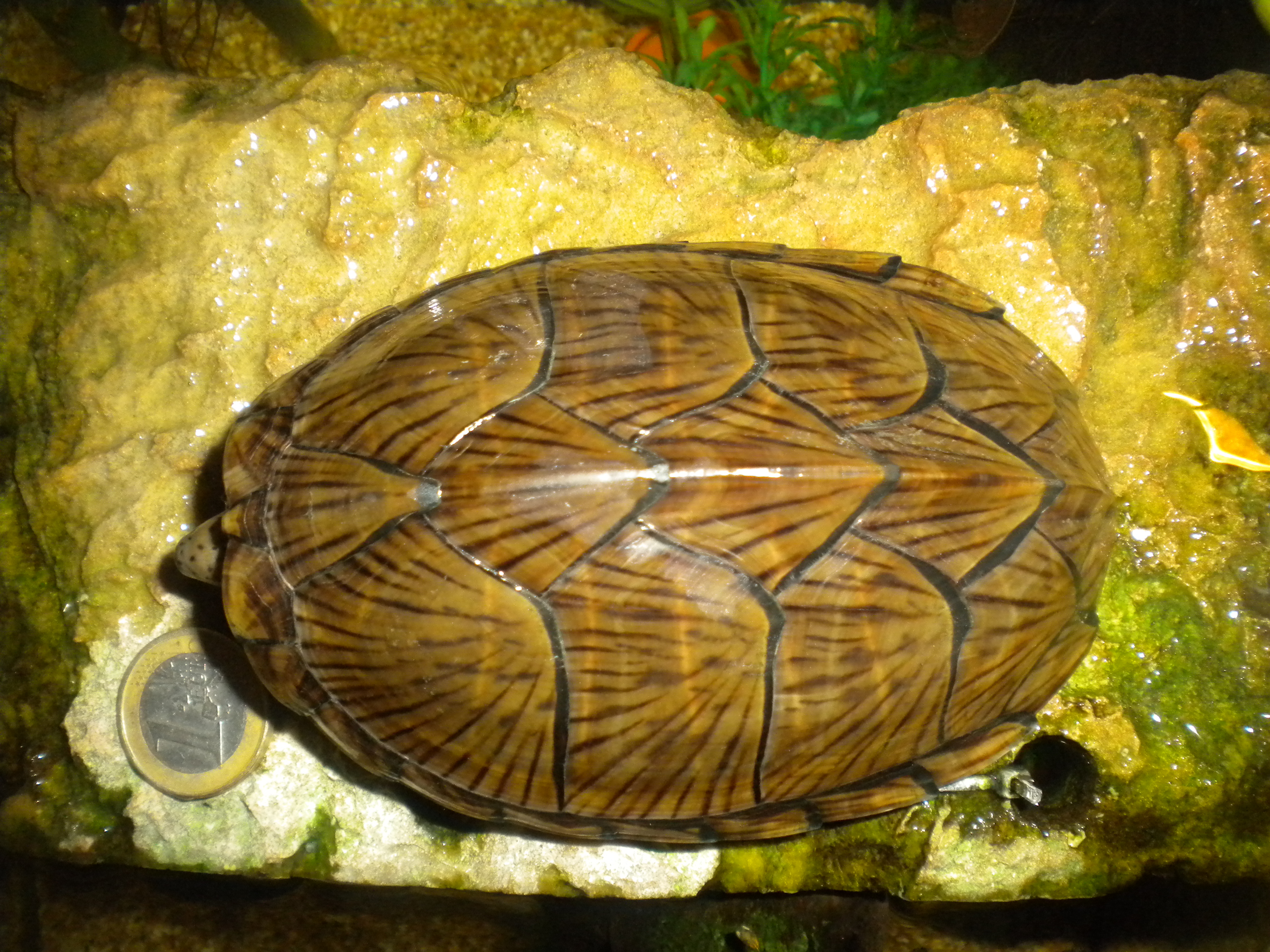
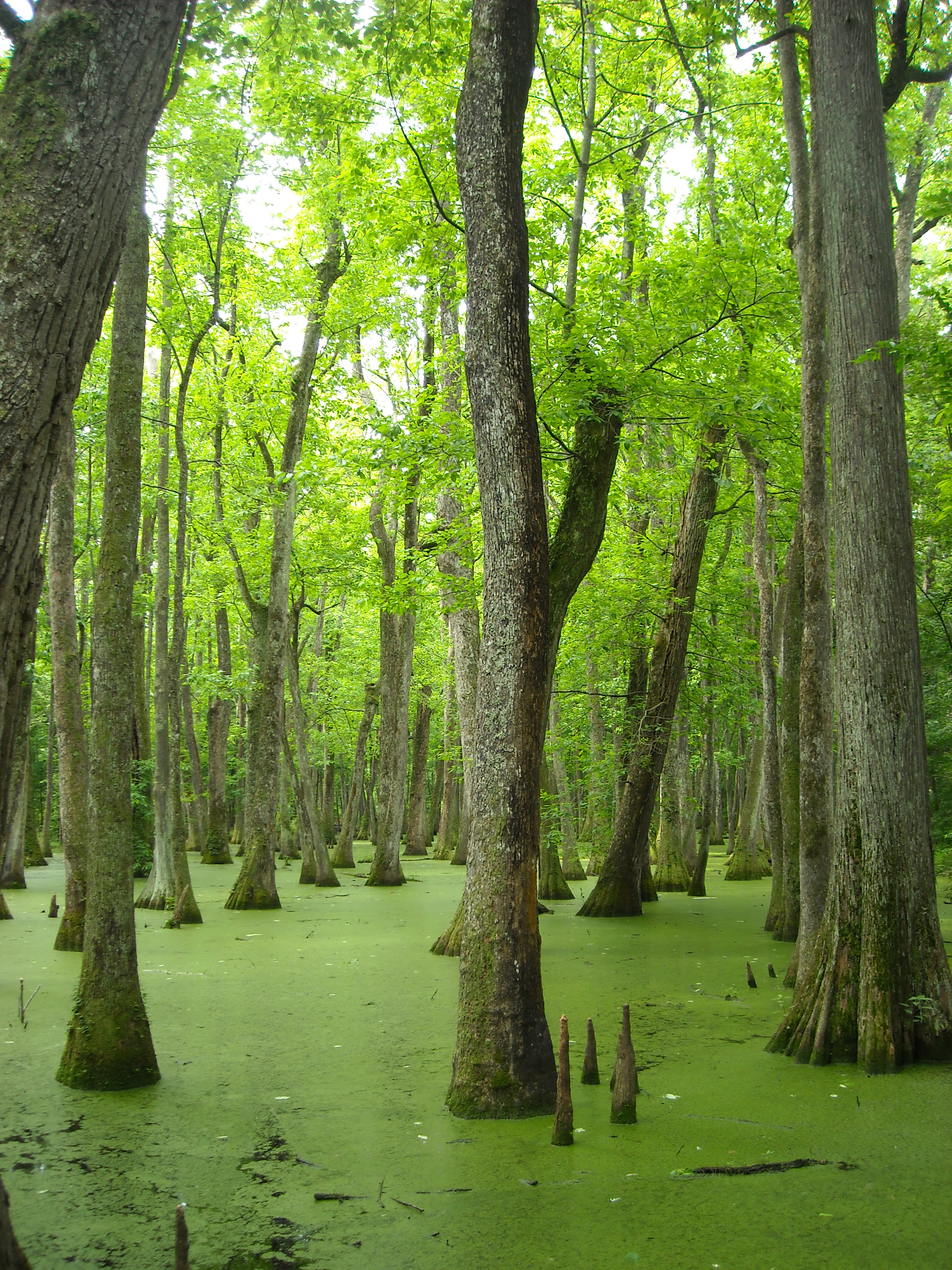
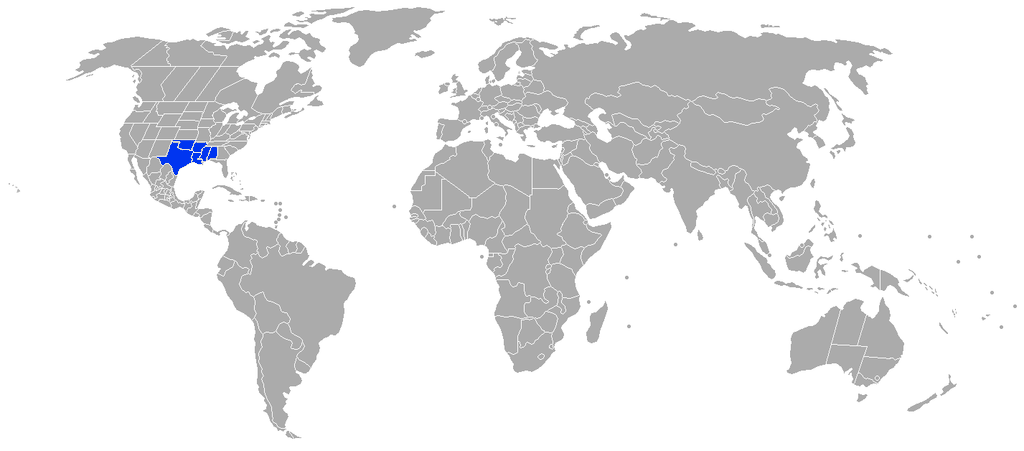